# Eschatocole
L'eschatocole (du grec ancien eschatos, ἔσχατος, « qui est à l'extrémité, le dernier » ), fréquemment appelé en allemand et en français protocole final, désigne en diplomatique la partie de l'acte par laquelle s'achève le document, après le protocole initial et le texte proprement dit qui structurent formellement l'acte.
L'eschatocole comporte selon les documents un ou plusieurs éléments qui assurent l'authentification et la validation juridique de l'acte. Relèvent de l'eschatocole et peuvent être rencontrés, dans un ordre variable  :
- la datation (datatio) : en diplomatique, date et « date de lieu » d'émission de l'acte. Les actes privés et les actes notariés peuvent être datés dans le protocole initial ; la datatio n'est donc pas systématiquement l'apanage du protocole final[3].
- l'appréciation apprécation ! : formule pieuse qu'on rencontre parfois dans certaines chartes médiévales.
- les signes de validation, dont la souscription (subscriptio) : toutes les mentions d'identification, signatures des témoins, de la personne ayant émis et/ou de la personne ayant rédigé le document, des chancelleries, etc. nécessaires à la validation de l'acte.